# Friedrich Heinrich von Bartholdi
Friedrich Heinrich von Bartholdi, seit 1712 Freiherr von Micrander (* 1677 in Berlin; † 1730 ebenda) war ein brandenburg-preußischer Diplomat.

## Leben
Friedrich Heinrich Bartholdi entstammte einer bürgerlichen Familie. Seine Eltern waren der Geheime Hof- und Amtskammerrat sowie Bürgermeister in Cölln Christian Friedrich Bartholdi (1644–1707) und Anna Margarete, geborene Cost. Ein Bruder war der preußische Diplomat und Rechtsgelehrte Christian Friedrich von Bartholdi (1668–1714). Ein zweiter Bruder war der Geheime Sekretär und Kammergerichtsprotonotar und Bürgermeister in Cölln Wilhelm von Bartholdi († 1707).
Der Adelsstand, in den sein Bruder Christian Friedrich 1699 erhoben wurde, wurde auch auf Friedrich Heinrich ausgedehnt und 1700 wurde er zum Hofrat ernannt. Anfang 1700 begleitete er seinen Bruder nach Wien, wo er später jahrelang Resident war und Ende 1706 Nachfolger seines Bruders auf dem Gesandtschaftsposten wurde. 1711 wurde er zum Geheimen Rat und Regierungspräsidenten von Halberstadt ernannt. 1713 wurde er Präsident des Französischen Obergerichts und Oberkonsistoriums, sowie geheimer Justiz- und Oberappellationsgerichtsrat. 1722 verlor er einen Teil seiner Besoldung, weil er sich weigerte, seinen dauernden Wohnsitz in Berlin zu nehmen.
Er heiratete Juliane Christina Catharina von Micrander, wurde dadurch der Schwiegersohn und dann auch Adoptivsohn des Generals Georg Adolf von Micrander, weshalb er ab 1712 den Namen von Bartholdi Freiherr von Micrander führen durfte. Seine Ehe blieb, wie die seiner Brüder, kinderlos. 1712 überließen ihm seine Miterben das von seinem Vater erworbene Gut Blossin für 10.000 Taler, das er 1729 für 16.000 Taler an den preußischen König Friedrich Wilhelm I. verkaufte. Die von seinem Vater ererbte Meierei Bartholdi vor dem Schlesischen Tor wurde 1730 an den Magistrat von Berlin verkauft.